# Casa John N. Bagley
La Casa John N. Bagley es una residencia privada ubicada en 2921 East Jefferson Avenue de la ciudad de Detroit, la más importante del estado de Míchigan (Estados Unidos). Fue incluido en el Registro Nacional de Lugares Históricos en 1985.

## Arquitectura
La Casa Bagley es una mansión neorrenacentista francesa de dos pisos y medio construida con ladrillo oscuro y piedra marrón. La evidencia ha revelado que la casa fue diseñada en el estilo renacentista francés por la firma Rogers y MacFarlane de Detroit, mientras que anteriormente se creía que había sido diseñada por Shepley, Rutan y Coolidge de la firma Richardson desde que la familia había contratado a Richardson para diseñar la Fuente Conmemorativa Bagley.
La casa de estilo neorrenacentista francés tiene una aplicación similar de materiales del románico de H. H. Richardsonian. Tiene un enorme techo a dos aguas y una torre con techo cónico. La entrada tiene un arco de medio punto y la buhardilla del techo tiene un ventanal. La fachada contiene múltiples tratamientos de superficies y ventanas, incluidos elementos escultóricos de Julius Melchers alrededor de la entrada.

## Importancia
Fue construida en 1889 para John N. Bagley, el hijo del exgobernador de Míchigan John J. Bagley. Se encuentra entre las mansiones neorrenacentistas francesas del siglo XIX más antiguas de Detroit.
La familia Bagley encargó la Bagley Memorial Fountain, diseñada en arquitectura de estilo neorrománico, el único trabajo aún en pie de Henry Hobson Richardson en el área de Detroit. Es una de las mejores casas románicas richardsonianas de la ciudad.